# エルラン・ヨンセン
エルラン・ヨンセン（Erland Johnsen、1967年4月5日 - ）は、ノルウェーの元サッカー選手、サッカー指導者。ポジションはディフェンダー（DF）。

## 経歴
ノルウェー代表として24試合に出場した。このうち1試合は1994年のワールドカップにおけるものである。
1988年からの1シーズン半はバイエルン・ミュンヘンでプレーし、ブンデスリーガ優勝も経験した。チェルシーには7シーズン半在籍、1995年にはクラブ年間最優秀選手に選ばれた。また在籍中2度のFAカップ決勝に進出した。

## タイトル
モス
- エリテセリエン : 1987

バイエルン・ミュンヘン
- ブンデスリーガ : 2回(1988–89, 1989–90)

チェルシー
- FAカップ : 1996-97
- フルメンバーズカップ : 1989-90

ローゼンボリ
- エリテセリエン : 2回(1997, 1998)

個人
- チェルシー年間最優秀選手賞 : 1995